# 阿涅季夫卡
47°42′25″N 31°7′39″E / 47.70694°N 31.12750°E
阿涅季夫卡（烏克蘭語：Анетівка），是烏克蘭南部的村莊，隸屬尼古拉耶夫州的沃茲涅先斯克區。該村面積0.79平方公里，海拔高度53米，2001年人口191，人口密度每平方公里191人。